# Games Without Frontiers
Games Without Frontiers è un singolo del musicista inglese Peter Gabriel, pubblicato nel 1980 ed estratto dall'album Peter Gabriel.

## Tracce
- 7" (UK)

1. Games Without Frontiers - 4:05
2. Start - 1:21
3. I Don't Remember - 4:41

## Formazione
- Peter Gabriel – voce, sintetizzatore, tastiera, fischio
- Kate Bush – cori
- David Rhodes – chitarra
- Jerry Marotta – batteria, percussioni
- Larry Fast – sintetizzatore, tastiera
- Steve Lillywhite – fischio
- Hugh Padgham – fischio